# 北入江信号場
北入江信号場（きたいりえしんごうじょう）は、北海道虻田郡洞爺湖町入江にある北海道旅客鉄道（JR北海道）室蘭本線の信号場である。

## 歴史

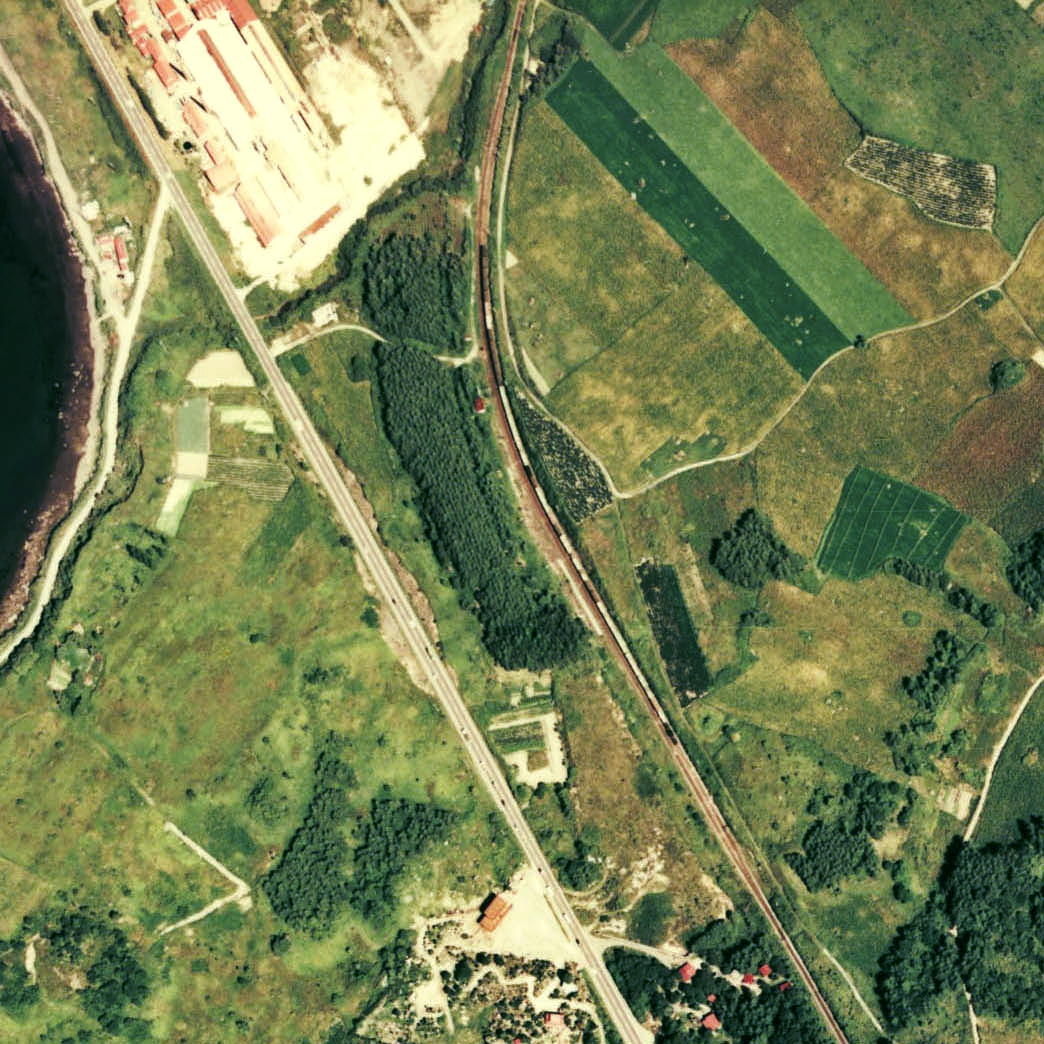
1976年の北入江信号場と周囲約750m範囲。右が東室蘭方面。現在と異なり、山側にDD51に率いられた下り貨物列車が待避中。

- 1945年（昭和20年）8月1日：国有鉄道室蘭本線の北入江信号場として開設[1]。旅客を取扱い[1]。
- 1948年（昭和23年）7月1日：信号場として廃止[1]。北入江仮乗降場（局設定）として旅客扱いを継続[1]。
- 1964年（昭和39年）8月30日：再び信号場となる[1]。同時に有珠側に600m移設[1]。事務管理コードは▲130340[2]。
- 1986年（昭和61年）11月1日：廃止[3]。
  - 1982年（昭和57年）時点で職員無配置の無人信号場であった[4]。
- 1994年（平成6年）3月16日[注 1]：JR北海道の信号場として3度目の設置[1]。
- 2017年（平成17年）2月23日：構内で隅田川発札幌貨物ターミナル行貨物列車（コンテナ車19両編成）が機関車の整備不良に起因し脱線する事故が発生（詳細は日本の鉄道事故 (2000年以降)#室蘭本線貨物列車脱線事故（2017年）を参照）[5]。

### 信号場名の由来
当駅の所在する地名に「北」を付する。

## 構造
2線を有する単線区間行き違い型の信号場。海側から1番線・2番線とされており、2番線を上下本線、1番線を上下副本線とする一線スルーの構造としている。このため列車の交換ならびに追い抜きがない限り、上下線とも山側の線路を通過する。

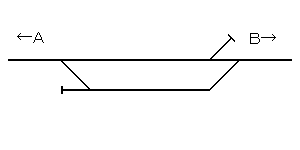
構内配線図 A:洞爺 B:有珠

## 周辺
- 国道37号
- 道の駅あぷた
- 歴史公園

## 隣の駅
北海道旅客鉄道（JR北海道）
■室蘭本線
洞爺駅 (H41) - 北入江信号場 - 有珠駅 (H40)